# Scaphoideus stigmaticus
Scaphoideus stigmaticus är en insektsart som beskrevs av William Lucas Distant 1918. Scaphoideus stigmaticus ingår i släktet Scaphoideus och familjen dvärgstritar. Inga underarter finns listade i Catalogue of Life.